# Дамийты
Дамийты — историческая шиитская секта в исламе. Была активна около 800 года. Дамийты верили, что Али был богом, а Мухаммад его посланником. Название группы происходит от арабского глагола «дхамм», которое можно перевести как «порицать, осуждать». Считалось, что они осуждали Мухаммада за то, что тот стал призывать людей следовать за собой, а не за Али.

## Вероучение
Верили:
- В божественность Али[3][4]
- В то, что Али сам назначил Мухаммада своим пророком[5][6]
- В то, что Мухаммад стал призывать людей следовать за собой, а не за Али. За это дамийты сильно критиковали Мухаммада.
- Часть дамийтов считали, что богом был Мухаммад, а не Али. Одни из них ставили выше Али, другие же Мухаммада.
- Были и те, кто считали божествами и Мухаммада, и Али, считая их равными.
- Часть дамийтов считали, что семейство пророка — то есть Мухаммад, Али, Фатима, Хасан и Хусейн — являлось одним лицом, или что дух снизошёл на нескольких его членов одновременно (включая в члены этого семейства Фатиму) и доходя до заявлений о том, что она в реальности была тоже мужчиной, а не женщиной[6].